# Osowiccy

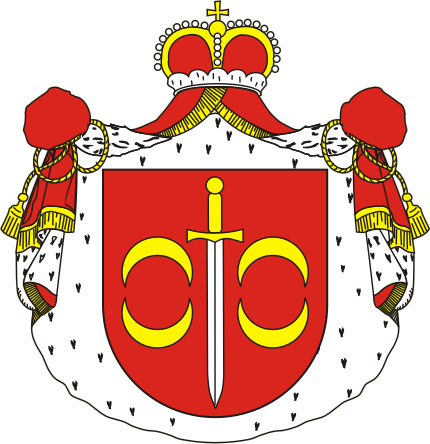
Herb Druck

Osowiccy, znani również jako Ossowiccy – ród kniaziowski (książęcy) wywodzący się od Ruryka protoplasty rodu Rurykowiczów.
Żyjący około 1263 roku kniaź Michał Romanowicz syn Romana Michajłowicza Starego kniazia czernihowskiego i brańskiego wnuk kniazia Michała Wsiewołodowicza Czernihowskiego i prawnuk Wsiewołoda IV Światosławicza Czermnego, miał być protoplastą Osowickich.

## Etymologia nazwiska
Istnieje mnóstwo miejscowości zwanych Osowiec, mianowicie w Mohylewskim na południe od Białynicz, w Witebskim oraz Kijowskim itd.: zdaje się jednak, że kniaziowie Osowiccy nazwisko swoje wzięli od włości Osowiki w Brańskim na granicy księstw Smoleńskiego i Czernihowskiego.

## Historia

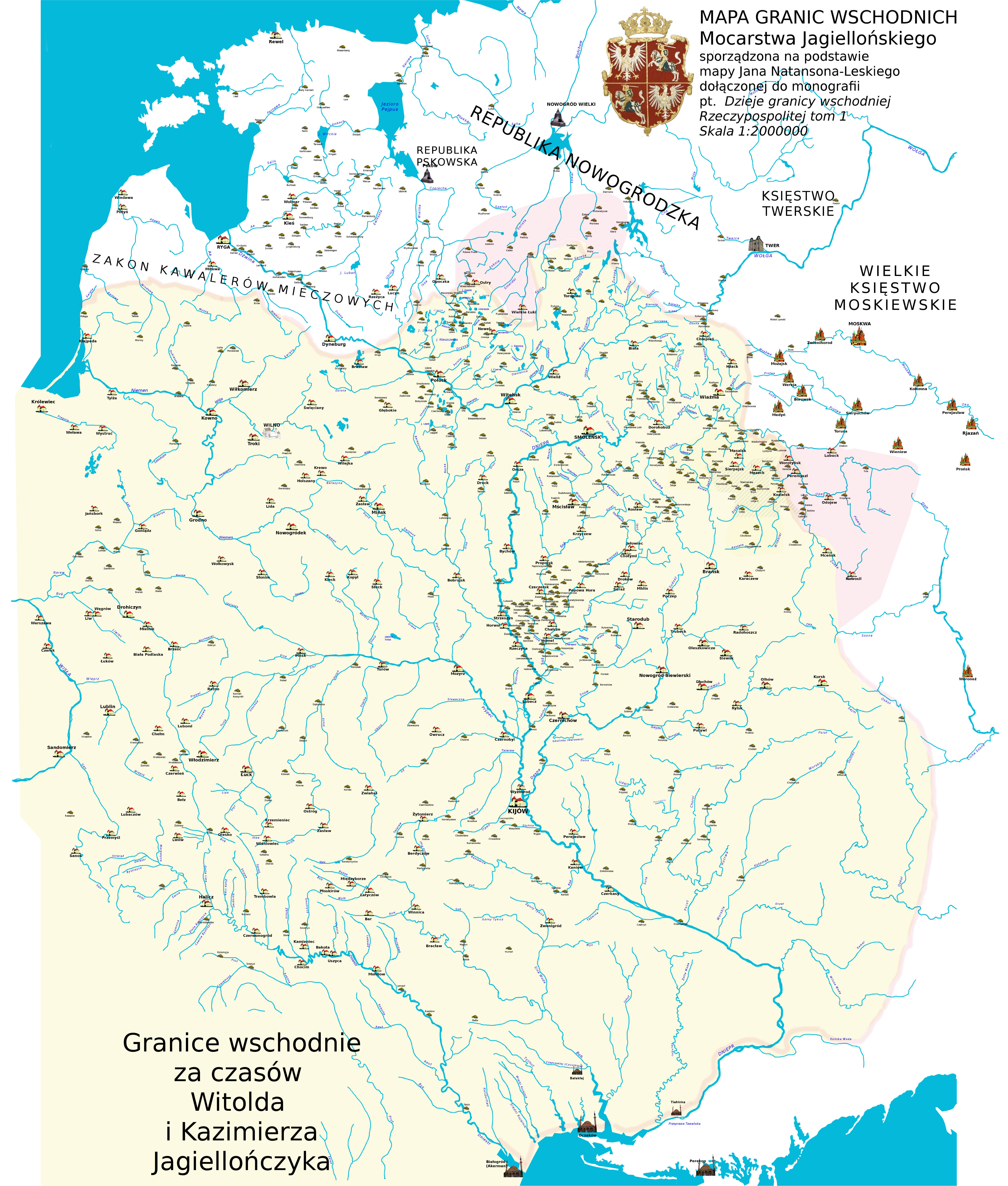
Osowik nad rzeką Desna na północnym zachodzie Brańska, na mapie: Wschodnie ziemie mocarstwa jagiellońskiego w XV wieku (w tym pogranicze litewsko-moskiewskie)

Przez cały XIV wiek i dobrą połowę XV wieku o kniaziach Osowickich nie słychać. Dopiero w 1482 roku kniaź Iwan Osowicki otrzymuje 6 kop ze skarbu królewskiego i 7 kop z myta smoleńskiego.
Synem jego był kniaź Michał Iwanowicz Osowicki, występujący w latach 1488-1546. Kniaź Michał Osowicki, otrzymuje w 1488 roku po 6 kop groszy ze skarbu królewskiego i myta smoleńskiego. W latach 1512–1515 otrzymał, w zamian za dobra ojczyste zagarnięte przez Wielkie Księstwo Moskiewskie, majątek Irowo (Jurów) w Kijowskim po kniaziu Bohdanie Hlińskim-Putiwlskim. W 1515 roku otrzymał dzierżawę Dorsuniską z której ustąpił przed wiosną 1517 roku. Potem wziął dzierżawę Skerstymońską i tą (ok. 1521r.,) zamienił na dzierżawę Jaświońską. 
Po odzyskaniu od Moskwy dóbr ojczystych kniazia Michała Osowickiego, Mikulin w powiecie Witebskim, za które kniaź otrzymał dobra po kniaziu Putiwlskim, król odejmuje mu dzierżawę Jaświony i nadaje ją 22 września 1526 roku Iwanowi Jurłowowi. Gdy jednak okazało się, że dobra po kniaziu Putiwlskim są bardzo spustoszone król 10 listopada tegoż roku przywraca kniaziowi Michałowi Iwanowiczowi Osowickiemu dzierżawę Jaświońską.
Kniaź Michał Osowicki zmarł bezpotomnie około 1550 roku. Wdowa po nim księżna Agrafena Andrejewna Łukomska, ponownie wyszła za mąż za Semena Kmitę. Testamentem swym w 1554 roku Agrafena Andrejewna księżna Łukomska, przepisuje drugiemu mężowi majątek Pyszno i dwór w Wilnie, zapisane jej przez pierwszego męża kniazia Michała Osowickiego. Agrafena Andrejewna Łukomska Kmita, zmarła w 1554 roku albowiem w 1555 roku Mikulin nadano Wołowiczowi.
Pod rokiem 1559 jest zapisana wzmianka, że zmarły kniaź (książę) Michał Iwanowicz Osowicki z żoną, trzymali do śmierci majątek Mikulin w Witebskim.
Główna gałąź Osowickich na Wołyniu wygasła w XVI stuleciu, boczna istniała jeszcze w XIX stuleciu (w 1877), lecz tytuł książęcy zarzuciła już w końcu XVI stulecia

## Herb
Według Tadeusza Gajla, Osowiccy pieczętowali się herbem Druck.

## Prawdopodobnie członkowie rodu
Pod rokiem 1488 kniaź Michajło Osowicki wymieniony jest jako dworzanin ze Smoleńszczyzny na dworze litewskim Aleksandra Jagiellończyka.
Pod rokiem 1514 kniaź N. Osowicki wymieniony jest jako Starosta Dorsuniski.
Pod rokiem 1549 Jakób (Jakub) Osowicki wymieniony jest dworzaninem królewskim. 
Pod rokiem 1668 Mikołaj Osowicki wymieniony jest jenerałem. 

### Tablica rodowodowa
| Urodzony | Zmarł   | Przedstawiciel dynastii - tytuł                                     | Imię w języku staroruskim i ruskim |
| -------- | ------- | ------------------------------------------------------------------- | ---------------------------------- |
|          | 879     | Ruryk - wódz Waregów                                                |                                    |
|          | 945     | Igor I Rurykowicz - wielki książę kijowski                          | Игорь Рюриковичь                   |
| 942      | 972     | Światosław I Igorewicz - wielki książę kijowski                     | Свѧтославъ Игоревичь               |
| 960      | 1015    | Włodzimierz I Światosławicz Wielki - wielki książę kijowski         | Володимѣръ Свѧтославичь            |
| 978      | 1054    | Jarosław I Włodzimierzowicz Mądry - wielki książę kijowski          | Ꙗрославъ Володимѣровичь „Мѫдрꙑи”   |
| 1027     | 1076    | Światosław II Jarosławicz - wielki książę kijowski                  | Свѧтославъ Ꙗрославичь              |
| 1055     | 1115    | Oleg Michał Światosławicz - książę czernichowski                    | Оле́г Святосла́вич                   |
|          | 1146    | Wsiewołod II Olegowicz - książę czernichowski                       | Всеволод II Ольгович               |
|          | 1194    | Światosław III Wsiewołodowicz Czernihowski - wielki książę kijowski | Святослав Чернігівський            |
|          | 1215?   | Wsiewołod IV Światosławicz Czermny - wielki książę kijowski         | Всеволод IV Чермний                |
| 1179     | 1246    | Michał I Wsiewołodowicz Święty - książę czernihowski                | Михаил Всеволодович Святой         |
|          | 1288    | Roman I Michajłowicz Stary - książę czernihowski i brański          | Роман Михайлович Старый            |
|          | 1264?   | Michał Romanowicz - książę brański, protoplasta książąt Osowickich  | Михаил Романович                   |
|          |         | Aleksander Michajłowicz - wielki książę                             | Александр Михайлович               |
|          | do 1372 | Michał III Aleksandrowicz - wielki książę                           | Михаил III Александрович           |
|          | 1401    | Roman II Michajłowicz Młody - wielki książę                         | Роман Михайлович Молодой           |
|          |         | Semen Romanowicz - książę                                           | Семен Романович                    |